# Ánthimos Gazís
Ánthimos Gazís (grec moderne : Άνθιμος Γαζής), né Anastasios Gazalis (Ἀναστάσιος Γαζαλῆς) en 1758 à Milies (Magnésie) et mort le 24 juin 1828 à Ermoúpoli (Syros), était un prêtre, éducateur et homme politique grec, membre de l'Assemblée nationale d'Épidaure en 1822.
En 1800, il publia une version simplifiée de la Carte de Grèce de Rigas appelée Pinax Geographikos en y ajoutant la Grande-Grèce et Chypre.
Il fut d'abord membre de la Filómousos Etería puis de la Filikí Etería.
En 1822, il représenta la Thessalie à l'Assemblée nationale d'Épidaure. Selon certaines sources, il aurait participé à l'Assemblée nationale d'Astros.

## Sources
- (el) Parlement grec, Μητρώο Πληρεξουσίων, Γερουσαστών και Βουλευτών. 1822-1935, Athènes, Parlement grec,‎ 1986, 159 p. (lire en ligne) [PDF]